# Orehovski Vrh
Orehovski Vrh este o localitate din comuna Gornja Radgona, Slovenia, cu o populație de 131 de locuitori.